# Contact animal
Contact animal est une émission diffusée à Canal D, une chaine de télévision du Québec portant sur l'univers des animaux, de la nature et de la Terre.

## Description de l'émission
L'émission fait découvrir au téléspectateur l'univers des animaux d'hier, d'aujourd'hui et de demain. Une odyssée incroyable sur le caractère impitoyable de la « loi de la jungle ».